# U-84号潜艇 (1916年)
陛下之84号潜艇是德意志帝国海军建造的一艘中型潜艇或称U艇。它由基尔的日耳曼尼亚船厂承建，于1916年7月22日下水，至同年10月7日交付使用。U-84号是在第一次世界大战期间服役的329艘德国潜艇之一，曾参加过大西洋潜艇战。在其八次巡逻中，共击沉协约国或中立国的28艘商船（84906总吨）和1艘军舰（1290吨）。1918年1月15日，U-84号或以不明原因在庞马尔附近沉没，艇内40名官兵全数阵亡。 

## 设计
第一次世界大战爆发后，为了满足潜艇破交战的作战需求，德意志帝国海军潜艇局（U-Boot-Inspektion）在U-43号（战时动员型）的基础上，研发出了一种技术上更为成熟的中型潜艇。其排水量适中、性能均衡，非常适合北海和英国周边海域的作战环境。海军为此共计批出34艘订单，战术编号使用U-81至U-114号。实战证明，这一系列的潜艇具有出色的航海能力和稳定的耐用性，它们的许多布置也对后世IX級潛艇和国外一些潜艇的设计产生了影响。
U-84号为双壳体远洋潜艇，水上和水下排水量分别为808吨和946吨。其全长70.06米；舷宽6.30米，当中的耐压壳体宽为4.15米；有4.02米的吃水深度。艇只搭载有可在水上使用的两台猛狮六缸四冲程柴油发动机，总功率为2,400匹公制馬力（1,765千瓦特）；以及可在水下使用的西门子-舒克特双电动发电机，总功率为1,200匹公制馬力（883千瓦特）。这些发动机用以驱动双轴、每根轴各一个的直径1.7米长螺旋桨。它的潜航深度为50米。
U-84号在水上的最高速度达16.8節（31.1每小時），在水下的最高航速则为9.1節（16.9每小時）。它可以8節（15每小時）的速度在水上巡航11,220海里（20,780），或以5節（9.3每小時）的速度在水下巡航56海里（104）。该艇装备了四具直径为500毫米的鱼雷发射管，其中艏、艉各两具，并可携带12－16枚鱼雷；作为辅助武器的甲板炮则最初是两门88毫米30倍径速射炮，1917年又换装为一门105毫米45倍径速射炮。其标准船员编制为4名军官及31名水兵。

## 历史
U-84号是由德意志帝国海军作为F项战时订单（Kriegsauftrag F）的一部分，于1915年6月23日向基尔的日耳曼尼亚船厂订购，建造编号为254。艇只于1916年7月22日下水，至同年10月7日在首任暨唯一一任艇长、海军上尉瓦尔特·勒尔的指挥下正式交付使用。完成海试后，U-84号自1916年12月上旬起被编入分驻埃姆登和博尔库姆的第四潜艇区舰队服役，并在此后的役期内一直隶属于该部队。
第一次世界大战期间，U-84号曾在北大西洋东部及相邻的北海和比斯开湾海域完成八次巡逻；共计击沉28艘协约国或中立国商船，容积总吨为84906吨。此外，英国单桅战船马薄荷号于1917年8月13日在爱尔兰岛西部担当Q船职能时也被鱼雷击沉，是U-84号击沉的唯一军舰。1916年2月14日及18日，来自斯堪的纳维亚的货轮奥莫特号（Aamot，1362总吨）和马尔科姆号（Malcom，2100总吨）是作为战利品在北海被U-84号俘获。U-84号的船员也曾两次用鱼雷击中大型英国远洋客轮，但均未能沉没：1917年2月18日，容积总吨为11137吨的贝里马号被鱼雷击中，造成4人死亡；同年7月1日，它又袭击了载重11484总吨的德梅拉拉号（Demerara），导致1人罹难。被U-84号击沉的最大型船舶则是容积总吨为8557吨的英国货轮康德萨号（Condesa），它在从布宜诺斯艾利斯运送冻肉前往利物浦的途中，于1917年7月7日在主教岩以西遇袭沉没。
1918年1月26日上午，英国海军巡逻艇PC62号（一艘约600吨的岸防单桅战船）宣称在爱尔兰与威尔士之间的发现了U-84号。英国人立即实施撞击。罗尔上尉率其船员试图转身逃离，但仍然被追上。当局最初假定是PC62号随后的撞击或投掷深水炸弹导致了潜艇的全损，U-84号可能在51°53′N 5°44′W / 51.883°N 5.733°W的方位沉没，艇内40名官兵全数阵亡。然而，根据《法国西部报》于2015年10月7日发表的一篇文章中指出，2014年夏天，潜水员在庞马尔附近的布列塔尼沿岸以南发现了一艘潜艇，并在大约一年后被确认为U-84号残骸。据推测，它或是于1918年1月15日以不明原因沉没。

## 袭击历史摘要
| 日期           | 船名                      | 船籍         | 吨位  | 结局       |
| -------------- | ------------------------- | ------------ | ----- | ---------- |
| 1916年12月14日 | 奥莫特号                  | 挪威         | 1362  | 缴作战利品 |
| 1916年12月18日 | 马尔科姆号                | 瑞典         | 2100  | 缴作战利品 |
| 1917年1月9日   | 亚历山大港号              | 英国         | 4467  | 击伤       |
| 1917年1月10日  | 卑尔根胡斯号              | 挪威         | 3606  | 击沉       |
| 1917年1月12日  | 奥亨克拉格号              | 英国         | 3916  | 击沉       |
| 1917年1月15日  | 金普尼号                  | 英国         | 1944  | 击沉       |
| 1917年1月15日  | 鄂木斯克号                | 丹麦         | 1574  | 击沉       |
| 1917年1月20日  | 保加利亚人号              | 英国         | 2515  | 击沉       |
| 1917年1月20日  | 内乌肯号                  | 英国         | 3583  | 击沉       |
| 1917年2月17日  | 巴约讷号                  | 法國         | 2589  | 击沉       |
| 1917年2月17日  | 罗姆谷号                  | 英国         | 2548  | 击沉       |
| 1917年2月18日  | 贝里马号                  | 英国         | 11137 | 击伤       |
| 1917年2月18日  | 亨斯沃思号                | 英国         | 2991  | 击伤       |
| 1917年2月18日  | 朱诺号                    | 挪威         | 2416  | 击沉       |
| 1917年2月18日  | 巴尔德斯号                | 英国         | 2233  | 击沉       |
| 1917年2月21日  | 杜卡特号                  | 挪威         | 1408  | 击沉       |
| 1917年2月22日  | 因弗卡德号                | 英国         | 1416  | 击沉       |
| 1917年4月13日  | 阿盖尔号                  | 英国         | 3547  | 击沉       |
| 1917年4月13日  | 莱姆枝号                  | 英国         | 5379  | 击伤       |
| 1917年4月18日  | 克拉戈斯瓦尔德号          | 英国         | 3235  | 击沉       |
| 1917年4月18日  | 罗威娜号                  | 英国         | 3017  | 击沉       |
| 1917年4月19日  | 埃尔西克庄园号            | 英国         | 3943  | 击沉       |
| 1917年4月20日  | 马拉坎号                  | 英国         | 7653  | 击沉       |
| 1917年7月1日   | 巴奇号                    | 西班牙       | 2184  | 击沉       |
| 1917年7月1日   | 德梅拉拉号                | 英国         | 11484 | 击伤       |
| 1917年7月4日   | 戈斯兰号                  | 英国         | 3044  | 击沉       |
| 1917年7月7日   | 康德萨号                  | 英国         | 8557  | 击沉       |
| 1917年7月7日   | 奥克索号                  | 挪威         | 831   | 击沉       |
| 1917年8月12日  | 小厄苏斯号                | 挪威         | 623   | 击沉       |
| 1917年8月13日  | 马薄荷号                  | 英國皇家海軍 | 1290  | 击沉       |
| 1917年11月24日 | 阿克泰翁号                | 美国         | 4999  | 击沉       |
| 1917年12月1日  | 安东尼奥斯·斯塔西塔托斯号 | 希腊         | 2743  | 击沉       |
| 1917年12月2日  | 贝茨格夫号                | 英国         | 2821  | 击沉       |
| 1918年1月9日   | 贝沃号                    | 英国         | 2979  | 击沉       |
| 1918年1月10日  | 加的夫号                  | 英国         | 2,808 | 击伤       |
| 1918年1月11日  | 梅雷迪奥号                | 英国         | 3069  | 击沉       |
| 1918年1月12日  | 拉菲特城堡号              | 法國         | 1913  | 击沉       |
| 1918年1月17日  | 获月号                    | 英国         | 3883  | 击伤       |

## 脚注
1. 1 2 3  Helgason, Guðmundur. . German and Austrian U-boats of World War I - Kaiserliche Marine - Uboat.net.   [2010-01-25].
2. 1 2 3  Gröner 1991，第12–14頁.
3. 1 2  Helgason, Guðmundur. . German and Austrian U-boats of World War I - Kaiserliche Marine - Uboat.net.   [2015-01-20].
4. ↑  陈进，第71頁.
5. ↑  Herzog，第50頁.
6. ↑  Herzog，第48頁.
7. ↑  Herzog，第139頁.
8. ↑  Herzog，第68頁.
9. ↑  Helgason, Guðmundur. . German and Austrian U-boats of World War I - Kaiserliche Marine - Uboat.net.   [2021-11-18].
10. ↑  Helgason, Guðmundur. . German and Austrian U-boats of World War I - Kaiserliche Marine - Uboat.net.   [2021-11-18].
11. ↑  Helgason, Guðmundur. . German and Austrian U-boats of World War I - Kaiserliche Marine - Uboat.net.   [2021-11-18].
12. ↑  Helgason, Guðmundur. . German and Austrian U-boats of World War I - Kaiserliche Marine - Uboat.net.   [2021-11-18].
13. ↑  Helgason, Guðmundur. . German and Austrian U-boats of World War I - Kaiserliche Marine - Uboat.net.   [2021-11-18].
14. ↑  Helgason, Guðmundur. . German and Austrian U-boats of World War I - Kaiserliche Marine - Uboat.net.   [2021-11-19].
15. ↑  Kemp，第43頁.
16. ↑  . Ouest-France. 2015-10-07  [2021-11-19]. （原始内容存档于2021-11-19）.
17. ↑  Helgason, Guðmundur. . German and Austrian U-boats of World War I - Kaiserliche Marine - Uboat.net.   [2015-01-20].